# 安吉拉·尼科爾·沃克
安吉拉·尼科爾·沃克（英語：Angela Nicole Walker；1974年1月19日—），是美國威斯康辛州的校車司機和勞工組織者。2016年美國總統選舉中成為美國社會黨男性全國聯席主席米米·索爾迪西克的副手，代表美國社會黨競逐副總統職務。
2014年沃克曾以獨立社會主義者身份競逐密尔沃基治安官職務，挑戰時任民主黨和福克斯新聞專家小大衛·A·克拉克。在她競逐治安官活動期間，沃克呼籲結束大規模監禁、驅逐和反移民警務，最後她獲得了大約67,000張選票（21%）。

## 競逐美國副總統
2016年3月，沃克在競逐治安官活動後表示她被未來的競選夥伴米米·索爾迪西克委任為美國社會黨副總統候選人；而他們早於在2015年10月在威斯康星州密爾沃基的美國社會黨全國代表大會上被提名。二人在科羅拉多州、關島和密歇根州列於選票，也在許多州份列為官方認可手寫候選人。

## 外部連結
- 索爾迪西克-沃克總統競選網站 （页面存档备份，存于）

| 政党职务                 | 政党职务                      | 政党职务 |
| ------------------------ | ----------------------------- | -------- |
| 前任： 亞歷杭德羅·門多薩 | 美國社會黨副總統候選人 2016年 | 最新的   |